# Liselot Beekmeijer

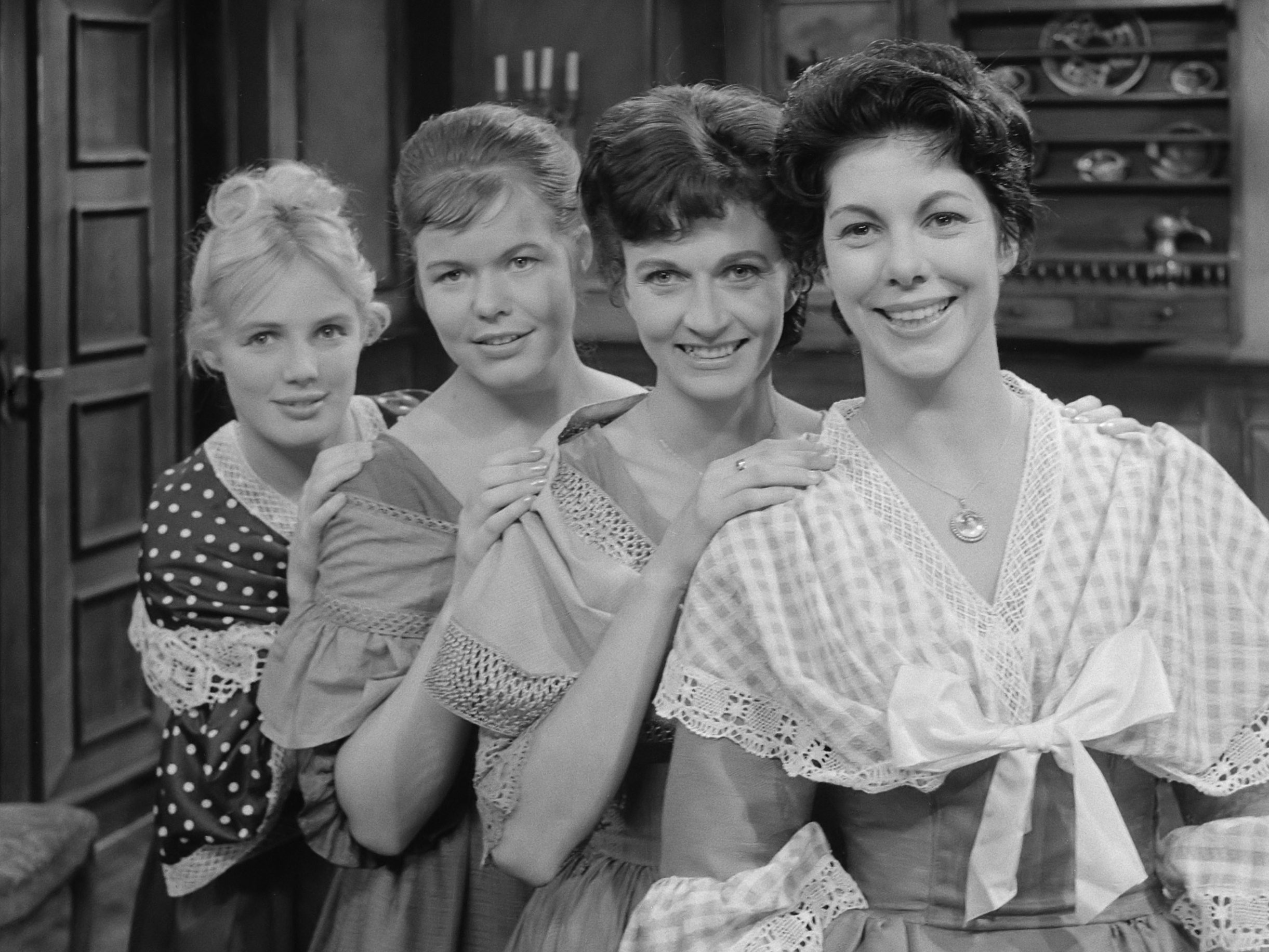
v.l.n.r. Liselot Beekmeijer, Marja Habraken, Lies Franken en Ann Hasekamp (1961)

Liselot Josefa Margaretha Beekmeijer (Schiedam, 25 augustus 1939 – Arnhem, 31 maart 1971) was een Nederlands actrice.
Na haar eindexamen in 1961 op de Amsterdamse Toneelschool werkte ze drie jaar in Ljubljana onderbroken door een half jaar bij toneelgroep Ensemble. Vanaf 1964 werkte ze in Arnhem bij toneelgroep Theater waarvoor ze onder meer in de producties Evan Bonheur, De heilige Johanna, Brecht's Goede mens en Bloomsday speelde. Op televisie was Beekmeijer te zien in de film Nachttrein naar Hannover en de serie De vier dochters Bennet. Haar laatste rollen speelde ze in De Butler van Maugham en Het Proces van Kafka. Zij overleed op 31-jarige leeftijd aan een ongeneeselijke ziekte.

## Trivia
Haar achternaam werd ook wel gespeld als Beekmeyer.